# Lee Baxter
Lee Baxter (17 de junio de 1976) es un exfutbolista sueco que se desempeñaba como guardameta.
Jugó para clubes como el Sanfrecce Hiroshima, Vissel Kobe, Rangers, AIK Estocolmo, Malmö FF, Sheffield United, IFK Göteborg, Landskrona BoIS y Aarhus GF.

## Trayectoria

### Clubes
| Club                | País       | Año         |
| ------------------- | ---------- | ----------- |
| Sanfrecce Hiroshima | Japón      | 1992 - 1994 |
| Vissel Kobe         | Japón      | 1995 - 1997 |
| Rangers             | Escocia    | 1997 - 1998 |
| AIK Estocolmo       | Suecia     | 1998 - 2001 |
| Malmö FF            | Suecia     | 2001 - 2003 |
| Sheffield United    | Inglaterra | 2003 - 2004 |
| IFK Göteborg        | Suecia     | 2004        |
| Bodens BK           | Suecia     | 2004 - 2005 |
| Malmö FF            | Suecia     | 2005 - 2006 |
| Landskrona BoIS     | Suecia     | 2006 - 2007 |
| AIK Estocolmo       | Suecia     | 2007 - 2016 |
| Aarhus GF           | Dinamarca  | 2016        |